# Долина (Трст)
Долина (словен. и итал. Dolina) је насеље у Италији у округу Трст, региону Фурланија-Јулијска крајина.
Према процени из 2011. у насељу је живело 1892 становника. Насеље се налази на надморској висини од 109 м.